# Kaaimaneilanden op de Olympische Winterspelen 2014
Kaaimaneilanden was een van de landen die deelnam aan de Olympische Winterspelen 2014 in Sotsji, Rusland.
De enige deelnemer, Dow Travers, was ook de enige vertegenwoordiger van de Kaaimaneilanden op diens debuut op de Winterspelen in 2010. Toen kwam hij alleen uit op de reuzenslalom (69e klassering), deze editie op de reuzenslalom en slalom zonder een eindklassering te halen.

## Deelnemers en resultaten
(m) = mannen, (v) = vrouwen 

### Alpineskiën
| Olympiër    | Onderdeel        | Resultaat | Prestatie                                  |
| ----------- | ---------------- | --------- | ------------------------------------------ |
| Dow Travers | reuzenslalom (m) | DNF-1     | 1e run: niet gefinisht                     |
| Dow Travers | slalom (m)       | DNF       | run 1: 1.07,03 (76e) run 2: niet gefinisht |